# 飛越星期天
《飛越星期天》是台視星期日晚間的綜藝節目，1996年11月3日開播，1997年4月13日停播，彭達製作，陳美鳳、費玉清、張衛健、況明潔、張秀卿主持。開場口號由陳美鳳帶領眾人齊喊：「《飛越星期天》，the best！」
2020年9月1日起，台視於YouTube的官方頻道陸續上傳精華片段。

## 歷任主持人
| 開始時間 | 結束時間 | 主持人                                     |
| -------- | -------- | ------------------------------------------ |
|          |          | 陳美鳳、費玉清、張衛健、況明潔、張秀卿主持 |

## 單元
〈飛越炫風〉
不定時邀請特別來賓唱歌及接受訪問。

## 事件
1997年1月23日深夜，《飛越星期天》來賓秦偉表演「火中掙脫術」，身上綁10條鐵鍊，裝進設有火藥的箱子；但當時負責倒數的張衛健數太快，負責引爆的錢人豪太早引爆，導致秦偉燒傷休養一年。行政院新聞局廣播電視事業處副處長陳碧鐘等人前往醫院探視秦偉，並要求台視查明責任。1997年1月25日，台視董事長簡明景下令懲處台視所有失職人員，《飛越星期天》導播曲威也自請處分。1997年1月30日，台視節目部經理黃以功允諾將採行中華民國演藝工會的建議，為工作人員投保意外保險。